# Церковь Святого Эгидия (Крипплгейт)
Церковь Святого Эгидия у ворот Крипплгейт (англ. St Giles-without-Cripplegate) — англиканская приходская церковь в районе Сити города Лондона (Великобритания), расположенная на улице Фор-стрит. Церковь, пережившая Великий лондонский пожар 1666 года, сегодня находится на территории культурного центра Barbican Centre.

## История и описание
В XI веке на месте современной церкви Святого Эгидия у ворот Крипплгейт располагалась древнесаксонская церковь. К 1090 году саксонский храм был перестроен; новое здание стало примером норманнской архитектуры. Затем, в 1394 году, церковное здание было вновь перестроено — на этот раз в стиле английской перпендикулярной готики. Каменная башня-колокольня была добавлена к церковному комплексу в 1682 году.
Церковь неоднократно сильно страдала от пожаров; три из них были особенно крупными. Первым стал пожар 1545 года, затем огонь охватил здание в 1897 году. Уже в XX веке, во время Второй мировой войны, в ходе одного из авианалётов «Блица» бомбы с самолётов люфтваффе полностью разрушили церковь. После войны храм был восстановлен с использованием сохранившихся планов реконструкции от 1545 года. При этом, церковь у ворот Крипплгейт является одним из редких для центра Лондона зданий, переживших Великий лондонский пожар 1666 года.
В ходе послевоенной реконструкции, в 1954 году, новое кольцо из двенадцати колоколов было отлито фирмой «Mears and Stainbank» (Whitechapel Bell Foundry). В 2006 году колокольня пополнилась новыми колоколами, отлитыми мастерами фирмы «Albert, William and Douglas Hughes» на том же заводе в Уайтчепеле. Средневековые скамьи, алтарь и купель были переданы в церковь Святого Эгидия в 1959 году из храма на соседней улице — церкви Святого Луки на Олд-стрит (St Luke Old Street) — когда он закрылся, а приходы обеих церквей были объединены. То же произошло и с церковным органом. 4 января 1950 года церковь Святого Эгидия была внесена в список памятников архитектуры первой степени (Grade I).